# Steely Dan
Steely Dan — американський рок-гурт. Утворений 1972 року у Нью-Йорку. До його складу ввійшли: Доналд Фейген (Donald Fagen; 10 січня 1948, Пассейн, Нью Джерсі, США) — вокал, клавішні; Волтер Бекер (Walter Becker; 20 лютого 1950, Нью-Йорк, США — 3 вересня 2017, Мауї, Гаваї, США) — бас, гітара, вокал та Денні Діаз (Denny Diaz) — гітара.
Історія цього одного з найвідоміших американських рок-гуртів почалась ще 1967 року, коли під час навчання у нью-йоркському «Bard College» познайомились Доналд Фейген та Волтер Бекер. Обидва захоплювались джазом та книжками Джека Керуака. Створивши авторську спілку Фейген-Бекер, вони почали записувати демо-плівки, які з часом ввійшли до офіційної дискографії гурту. З цього періоду, наприклад, походять твори «Brooklyn», «Berry Town» та «Parker's Band», які згодом зазнали професійної обробки.
Під псевдонімами Трістан Фабріані (Tristan Fabriani) та Гас Маркер (Gus Marker) Фейген і Бекер у період 1969—1971 років почали співпрацювати з вокальним гуртом Jay & The Americans (наприклад, сингл «WalkirT In The Rain», а також альбоми «Wax Museum» та «Capture The Moment»). Разом з вокалістом цієї формації Джеррі Венсом та ударником Джоном Дісеполо вони записали 1971 року музику до фільму Залмана Кінга «You Goffa Walk It Like You Talk It (Or You'll Lose That Beat)».
Завдяки знайомству з продюсером Гері Кацом Фейген та Бекер, як авторська спілка, отримали контракт з фірмою «Dunhill — ABC» на використання їх пісень. Проте ніхто не захотів скористатися їх творчим матеріалом, тому вони вирішили записати власний альбом, запросивши до співпраці ще й гітариста Денні Діаза. За порадою Гері Каца тріо у червні 1972 року взяло собі назву Steely Dan, яка походила з оповідання Вільяма Берроуза «Naked Lunch». Незабаром склад гурту підкріпився Дейвом Палмером (Dave Palmer) — вокал, Джеффом «Сканком» Бакстером (Jeff «Skunk» Baxter) — гітара та Джиммі Ходдером (Jimmy Hodder) — ударні.
Дебютний альбом «Cant Buy A Thrill», виконаний у блискучому темпі, знайшов багато прихильних рецензій, а сингл з заголовним твором та композицією «Do It Again» потрапив до американського Тор 20. Несподівана популярність стала натхненням для іронічного тексту у творі «Show Biz Kids», що походив з другого альбому «Countdown To Ecstasy». Також до цієї платівки, що вважається класикою поп-року 1970-х років, ввійшли, наприклад, твори «The Boston Rag» та «My Old School», витримані у типовій для обох лідерів гурту гірко-солодкуватій манері. Проте ця платівка, що записувалась без Палмера (після невдалого американського турне 1973 року він залишив своїх колег), продавалась гірше за попередню. Успіхом виявився черговий альбом «Pretzel Logic», на якому Фейген та Бекер у повному обсязі використали свій потяг до джазу. Наприклад, у творі «Rikki Dont Lose That Number» (четверта позиція в американському чарті) з'явився акорд, запозичений з композиції Хораса Сільвера «Song Of My Father», а твір «East St.Louis Toodle-O» був безпосереднім музичним цитуванням Дюка Еллінгтона.
Однак, стилістична чіткість та високе музичне виконання затьмарювались наростаючим конфліктом усередині гурту. Фейген та Бекер страждали небажанням виступати перед публікою (останній концерт Steely Dan відбувся 4 липня 1974 року), внаслідок чого лідерів залишили Бакстер та Ходдер. Гітарист перейшов до гурту The Doobie Brothers, з якою виступав час від часу й раніше, а ударник повернувся до професії студійного музиканта.
На альбомі «Katy Lied» у складі Steely Dan з'явились знайдені Діасом Майкл Макдональд (Michael McDonald) — клавішні та Джефф Поркаро (Jeff Porcaro) — ударні, а також спеціально запрошені до участі у запису гітарист Рік Деррінгер (Rick Derringer) та саксофоніст Філ Вудс (Phil Woods). Платівку зустріли з занепокоєнням за майбутнє гурту, однак з появою 1976 року альбому «Royal Scam» внутрішня боротьба у Steely Dan завершилась, що доводив високо оцінений заголовний твір. Фейген та Бекер залишились одноосібними лідерами і головним складом гурту, Макдональд слідом за Бакстером приєднався до The Doobie Brothers, а Діас та Поркаро вибрали роботу у студії. Твір «Haitian Dan» з альбому «Royal Scam» став єдиним британським хітом гурту.
На черговому лонгплеї «Aja» виступила ціла плеяда джазових музикантів (Вейн Шортер, Джим Хорн, Том Скотт), які привнесли досконалість до музичних задумів лідерів гурту, що вагались між джазом та диско. Подібна стилістика домінувала на альбомі «Gaucho», реалізація якого супроводжувалась конфліктом між гуртом та фонографічною фірмою (керівництво фірми вважало, що музиканти перевищили кошти для студійної сесії). Проте все вгамувалось після того, як ця платівка здобула статус «платинової», а сингл «Hey Nineteen» з неї потрапив до американського Тор-10. Однак Фейген та Бекер вже втомились від Steely Dan і в червні 1981 року вирішили припинити свою співпрацю.
1982 року Фейген записав прекрасний сольний альбом «The Nightfly», який визнали гідним продовженням творчих пошуків Steely Dan. У запису лонгплея під керівництвом Каца брала участь еліта студійних музикантів з Лос-Анджелеса. Бекер після розпаду Steely Dan обмежився роллю продюсера, співпрацюючи, наприклад, з China Crisis та Рікі Лі Джонс. У травні 1990 року обидва музиканти знову зустрілись у нью-йоркській студії «Hit Factory», співпрацюючи разом над черговою платівкою Фейгена. Хоча Бекер і пояснив, що це не чергова робота Steely Dan, прихильники гурту все одно зраділи відновленню партнерства. Проте у серпні 1993 року реанімування гурту стало реальністю, коли Фейген з Бекером розпочали концертне турне Америкою, яке відбиває альбом 1995 року «Alive In America».

## Дискографія
- 1972: Can't Buy A Thrill
- 1973: Countdown To Ecstasy
- 1974: Pretzel Logic
- 1974: Katy Lied
- 1976: The Royal Scam
- 1977: Aja
- 1978: Greatest Hits
- 1980: Gaucho
- 1982: Gold
- 1984: The Early Years — Walter Becker & Donald Fagen
- 1985: A Decade Of Steely Dan
- 1985: Reel in' In The Years — The Very Best Of Steely Dan
- 1986: Berry Town (демо-записи Фейгена та Бекера)
- 1986: Sun Mountain (ранні записи Фейгена та Бекера)
- 1987: Old Regime (ранні записи Фейгена та Бекера)
- 1987: Do It Again — The Very Best Of Steely Dan
- 1988: Stone Piano (ранні записи Фейгена та Бекера)
- 1988: Backer & Fagen — The Collection
- 1991: Gold (Expanded Edition)
- 1993: Founders Of Steely Dan («Walter Backer & Donald Fagen»)
- 1993: Remastered — The Very Best Of Steely Dan
- 1993: Citizen Steely Dan: 1972—1980
- 1994: Catalyst
- 1994: Spotlight On Steely Dan
- 1994: Roaring Of The Lamb
- 1995: Pearls Of The Past («Becker & Fagen»)
- 1995: Alive In America
- 1997: Reel To Reel

### Donald Fagen
- 1982: The Nightfly
- 1993:Kamakiriad
- 2006:Morph The Cat

### Walter Becker
- 1994: Eleven Tracks Of Whack

## Цікаві факти
На честь гурту названий персонаж Steely Dan, який є другорядним антагоністом в манзі і аніме JoJo's Bizzare Adventure: Stardust Crusaders.